# كفر أولاد عطية
قرية كفر أولاد عطية هي إحدى القرى التابعة لمركز ههيا في محافظة الشرقية في جمهورية مصر العربية. حسب إحصاءات سنة 2006، بلغ إجمالي السكان في كفر أولاد عطية 2280 نسمة، منهم 1163 رجل و1117 امرأة.